# Feltia subpallida
Feltia subpallida är en fjärilsart som beskrevs av Mcdunnough 1932. Feltia subpallida ingår i släktet Feltia och familjen nattflyn. Inga underarter finns listade i Catalogue of Life.